# Leptura barkamica
Leptura barkamica es una especie de escarabajo longicornio del género Leptura, categorizada en la tribu Lepturini, de la subfamilia Lepturinae. Fue descrita por Holzschuh en 1998.

## Descripción
Mide 11,4-12,2 mm de longitud.

## Distribución
Se distribuye por China.